# Мванзская митрополия
Мва́нзская митропо́лия (греч. Ιερά Μητρόπολη Μουάνζας) — епархия Александрийской православной церкви на территории областей Танзании: Кагера, Кигома, Шиньянга, Мванза, Мара.

## История
Принятие Православия в этом краю изначально связано с присутствием греческой общины. В начале 1960-х несколько десятков африканцев приняли крещение, положив начало местной православной общины.
В северо-западной части Танзании, на берегу озера Виктория проживала большая часть православного населения страны. В 1992 году в этой части страны в городе Букоба в области Кагера на северо-востоке Танзании была учреждена епископия Александрийской Православной Церкви, причём епископом Букобским стал коренной африканец Иона (Лванга).
К сентябрю 1997 года относится учреждение самостоятельной Букобской епископии.
В городе Касикизи была открыта катехизаторская школа, ведущая преподавание богословских дисциплин на языке суахили. На 2002 год в состав епархии входили 17 приходов, 21 священник и 3 диакона. Действовала семинария (на 2002 год в ней училось 12 человек) и две приходские школы.
23 ноября 2007 года кафедра переименована в Мванзинскую по имени города Мванза, правящий архиерей епархии был возведён в сан митрополита, куда переместилось епархиальное управление. С этого времени в пределы Мванзинской епархии входят области Кагера, Кигома, Шиньянга, Мванза и Мара на северо-востоке Танзании.

## Епископы
Букобская епископия
- Иона (Лванга) (26 июля 1992 — 12 марта 1997)
- Порфирий (Скикос) (23 сентября 1997 — 23 ноября 1999)
- Иероним (Музейи) (11 декабря 1999 — 23 ноября 2007)

Мванзинская митрополия
- Иероним (Музейи) (23 ноября 2007 — 12 января 2022)

Букобская епископия
- Хризостом (Майдонис) (с 20 февраля 2022)